# Basilica di Santa Maria del Colle
La basilica di Santa Maria del Colle è la chiesa parrocchiale di Pescocostanzo, in provincia dell'Aquila.

## Storia

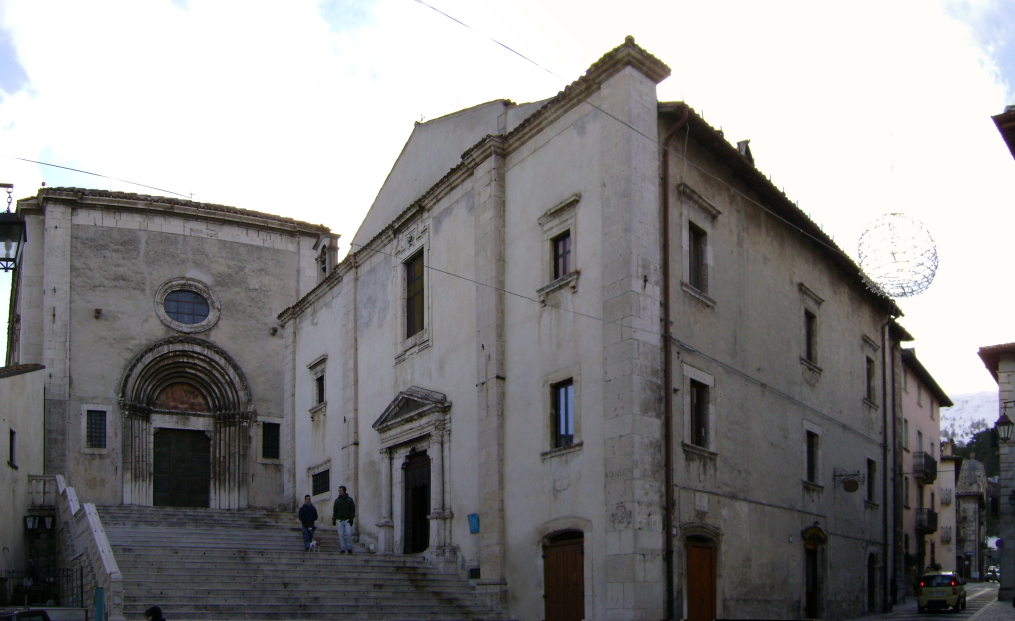
A sinistra, in cima alla scalinata, l'ingresso settentrionale della basilica; a destra la chiesa di Santa Maria del Suffragio dei Morti

Il primo tempio, risalente all'XI secolo e dipendente dall'abbazia di Montecassino, sorgeva fuori dal centro cittadino, arroccato sul Peschio, la cui chiesa parrocchiale sottostava invece al vescovo di Sulmona. Nel 1456 la chiesa fu distrutta da un terremoto ma venne ricostruita già nel 1466, nel nuovo e più esteso centro abitato, diventando sede parrocchiale e legando così l'intero borgo alla diocesi di Cassino.
Nel 1556-58 l'edificio fu portato a cinque navate di quattro campate, come si presenta oggi, rispetto alle tre navi e tre campate della struttura quattrocentesca e fu realizzata una nuova facciata rinascimentale, affacciata a un'ampia terrazza. L'antico portale romanico-gotico fu trasferito nel 1580 sull'ingresso del fianco settentrionale, sulla sommità di una rampa di scale.
Negli anni 1691-94 fu realizzato il Cappellone del Sacramento. Il campanile, risalente alla fine del Cinquecento, fu restaurato nel 1635 e nel 1855, quando venne sostituita la cuspide ottagonale con una quadrangolare. Già denominata col titolo di Collegiata, nel 1978 Santa Maria del Colle fu elevata alla dignità di basilica minore.

## Descrizione

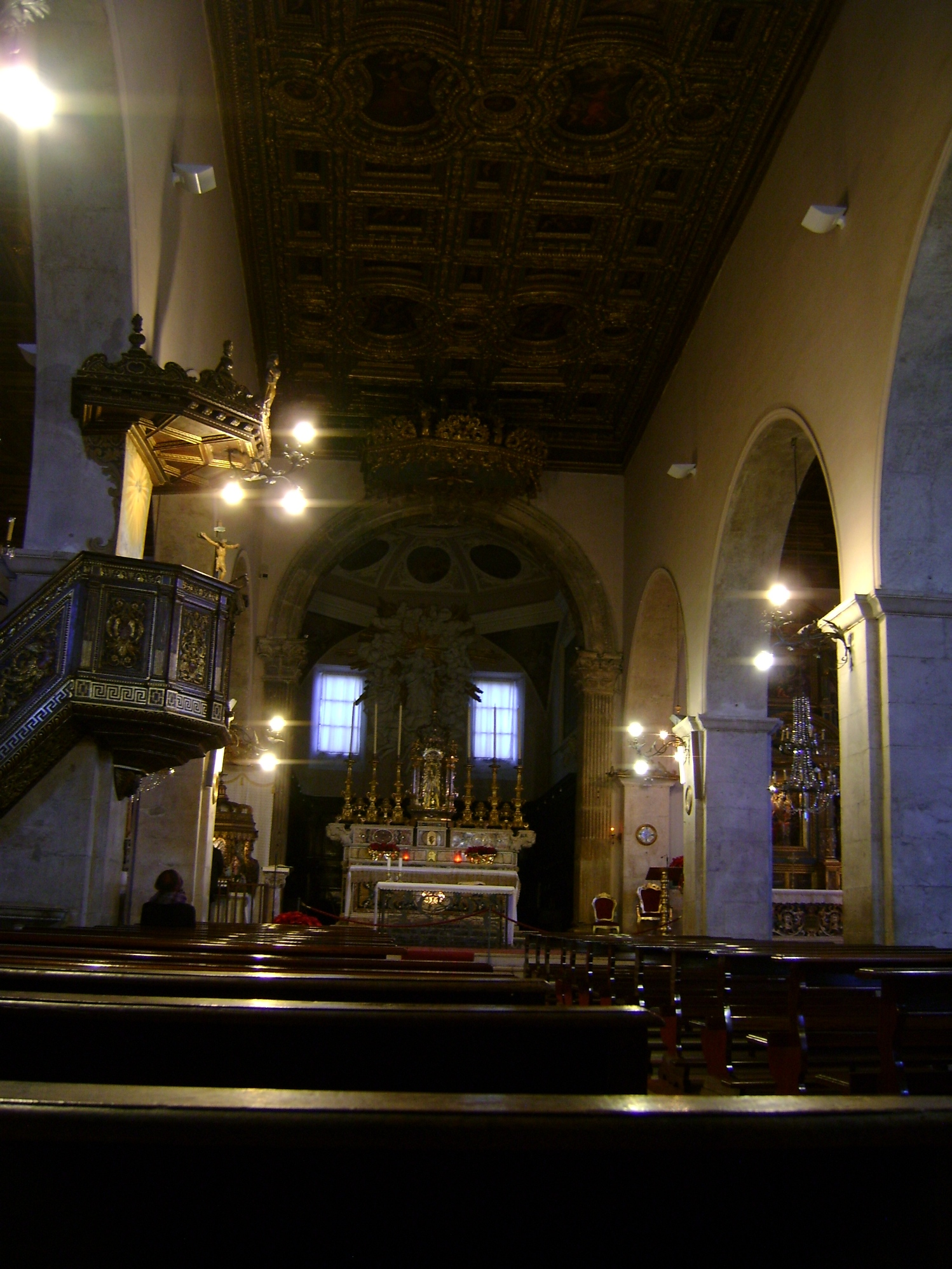
La navata centrale

L'interno presenta un'architettura in pietra, ravvivata policromia degli arredi, con i legni scolpiti, dipinti e dorati delle statue (tra cui la duecentesca Madonna del Colle), del pulpito, di diversi altari, della cantoria (opera del romano-sulmonese Bartolomeo Balcone risalente al 1619) e dei cinque soffitti a cassettoni, realizzati prevalentemente da Carlo Sabatini di Anversa degli Abruzzi tra il 1670 e il 1682, completati nel 1742.
In marmo sono invece i paliotti e il fonte battesimale, dei pescolani Panfilo Rainaldi e Filippo Mannella. Numerose sono le tele custodite nella basilica, attribuite a Tanzio da Varallo - cui spetta la notevole Madonna dell'incendio sedato - poi Giovanni Paolo Cardone e Francesco Peresi. La volta del Cappellone è decorata da un affresco del napoletano Giambattista Gamba. Una tavola cinquecentesca raffigurante la Madonna e Santi di Palma il Vecchio è stata invece trafugata durante l'occupazione tedesca del 1943-44.
Il maestoso cancello in ferro battuto, del pescolano Sante di Rocco, incominciato nel 1699-1705 e ultimato nel 1707 dal nipote Ilario, riporta figure ferine, umane e angeliche. Sull'architrave della bottega dell'artigiano, situata ai piedi della scalea, è recato il motto ETENIM NON POTUERUNT MIHI (eppure non poterono vincermi). Di Cosimo Fanzago sono invece le aquile in bronzo delle acquasantiere. Il coro, il Cappellone e l'altare di Sant'Elisabetta sono ornati da stucchi dei lombardi Gianni e Ferradini.

### Esterni

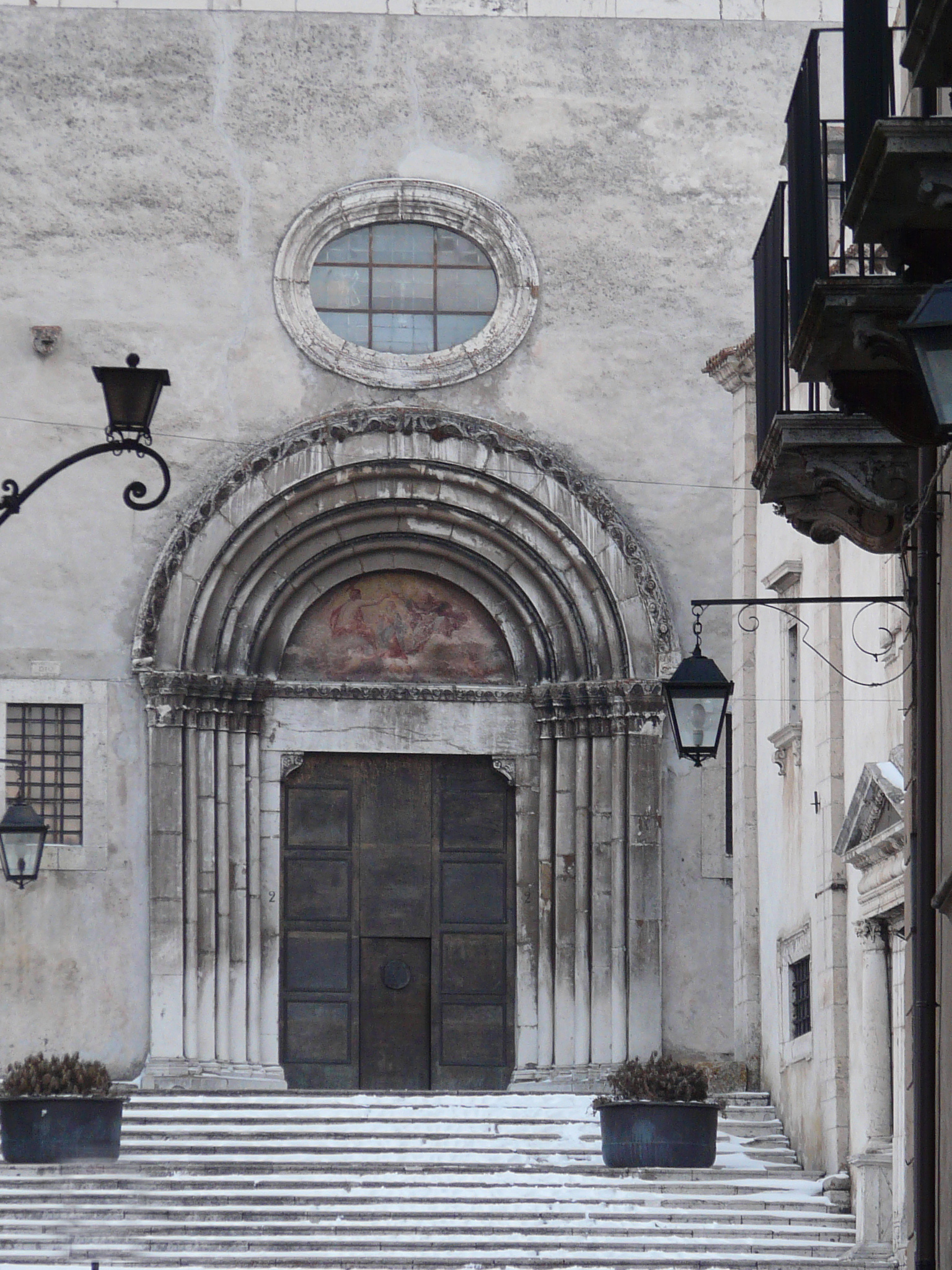
Facciata del corso

Dalla posizione di rilievi in cui si trova, la chiesa sembra sorvegliare il paese ai suoi piedi attraverso due facciate: esse ricalcano il tipo abruzzese del tardo romanico aquilano, a terminazione orizzontale, di origine tre-quattrocentesca, con terminazione laterali rimarcate da lesene sporgenti in pietra, in contrasto con il fondo a intonaco. La facciata laterale nord, quella preceduta dalla scalinata del corso, presenta uno schema a due ordini di aperture, ricorrente in molte chiese pescolane, che vede al centro un portale tardo medievale, sormontato da una finestra a ovale, e sui lati due ampie finestre rettangolari, di semplice fattura. Il portale deriva dai modelli delle principali chiese aquilane (San Silvestro, San Pietro di Coppito, Santa Maria di Collemaggio, Santa Maria di Paganica) della fine del XIII secolo. È costituito da tre ordini di cornici semicircolari. A concludere la composizione è una cornice più grande, aggettante con rosette e girali d'acanto.
La facciata principale è più complessa, ripete lo schema tripartito con portale e rosone al centro, e finestroni rettangolari laterali, a carattere rinascimentale, ma in aggiunta presenta due finestre ovali, di piccole dimensioni, poste poco più in alto del rosone, e simmetricamente a esso. Il portale è datato 1558, divido in due ordini, quello in basso è costituito da due lesene scanalate, con capitelli corinzi, quello in alto presenta due lesene che chiudono una lunetta con l'arco. Un'alta trabeazione conclude il portale; la collegiata ha una struttura a pianta longitudinale a cinque navate, di matrice rinascimentale, su cui si innestano gli interventi barocchi del XVIII secolo. Il campanile laterale è a torre rettangolare, simile alle torri campanarie della chiesa di Santa Maria della Misericordia di Pacentro, e della Santissima Trinità di Popoli, ed è sormontato da una cuspide piramidale.

### Cappellone del Santissimo Sacramento

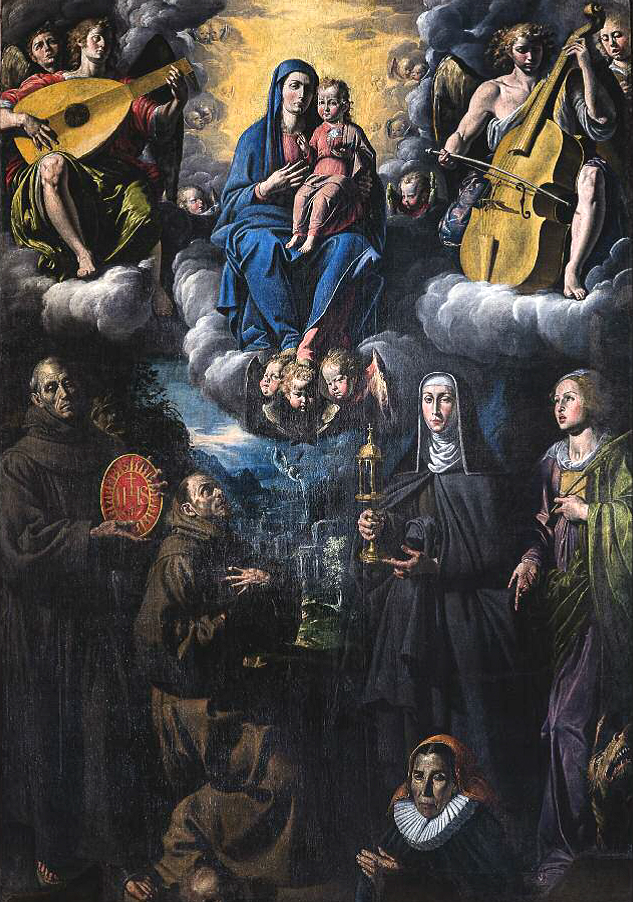
Madonna dell'incendio, opera di Tanzio da Varallo

Si trova in corrispondenza della terza campata in prossimità del presbiterio; in posizione frontale rispetto all'ingresso laterale, ha la funzione di dare grandiosità allo spazio oltre che aumentarne la luminosità. La cappella fu realizzata alla fine del Seicento e dipinta da Giambattista Gamba, pittore attivo nel primo Settecento tra Sulmona, Chieti e Penne, presenta pianta rettangolare con angoli smussati e copertura a cupola ovale, che poggia su 4 archi in cui si aprono finestroni. La cappella contiene 3 altari, uno di legno e gli altri in marmo.
- Altare di Santa Maria del Colle: in marmo, composto da un dossale realizzato tra il 1568 e il 1569 dai maestri lombardi, e da una mensa realizzata da maestranze pescolane, nel corso del XVIII secolo. Il dossale inizialmente parte dell'altare maggiore della chiesa, venne trasferito nella cappella dopo la traslazione da Roma nella chiesa collegiata delle reliquie di San Felice da Cantalice. L'intero dossale è scolpito senza lasciare alcuna parte di superficie libera. Al centro c'è un bassorilievo dell'Assunzione della Vergine, circondata da nuvole e putti. Incerto è l'autore dell'altare marmore, si pensa fosse Panfilo Ranalli, o Nicodemo Mancini.
- Altare del Santissimo Rosario: realizzato nel XVI secolo in legno, si trova a destra dell'ingresso. Costituito da una base marmorea su cui si innesta un'edicola in legno, contenente una pala della Madonna del Rosario, realizzata nel 1580 dall'aquilano Paolo Cardone. Ampia è la decorazione a stucco che arricchisce la cappella, con le figure dei Profeti e le Virtù Cardinali, attribuite a Gian Battista Gianni e Francesco Ferrandini, che realizzarono l'Assunzione sulla parete di fondo dell'abside. Coeva è anche la decorazione della volta, opera di Francesco Antonio Borsillo di Larino, rimaneggiata nel 1721 da Giambattista Gamba.

Il tema trattato è la "Gloria nel Paradiso", che viene svolto in aderenza alla conformazione architettonica della cupola. Strati di soffici nuvole su cui si adagiano schiere di figure di santi, si susseguono in andamento a spirale, che si restringe verso l'alto. Al centro c'è l'immagine del Cristo benedicente, circondato da angeli che portano la Croce. L'intento dell'autore era quello di dare allo spazio un'apertura verso il cielo, che non trova espressione nella realizzazione delle figure troppo definite in contorni netti, che le radicano al mondo terreno. A chiudere il cappellone del Sacramento è il cancello in ferro battuto di Norbero di Cicco, architetto pescolano, realizzato dal fabbro Santo di Rocco nel 1699-1705, completato nel 1717 da Ilario di Rocco; esso poggia su una balaustra in marmo di stile fanzaghiano, e nella parte centrale, sul pavimento. Si compone di tre parti divise da fasce di legno dorato: la cancellata, il fregio, il fastigio. La parte bassa è costituita da 33 barre di ferro battuto a sezione quadrata, con basi, capitelli ed elementi di bronzo. La parte inferiore delle due ante presenta un morivo di balaustrini che ricalca quello della balaustra laterale in marmo.
Il fregio svolge una narrazione su piano orizzontale: al centro si trova sotto un tralcio un putto disteso su cuscino, mentre abbraccia un cagnolino. Ai lati due scene simmetriche, uguali con figure mostruose dal busto umano, che sorreggono due piccoli mostri marini; dalle code di queste due figure si diramano tralci vegetali, su cui si arrampicano due putti, che sembrano voler fuggire all'agguato di due scimmie, anch'esse intrecciate nei girali. Il fastigio ha una composizione triangolare e simmetrica, che parte dalle estremità con due anfore contenenti un tralcio fiorito. Si articola in quattro ordini:
- Il primo vede al centro la lotta tra due demoni antropomorfi, dotati di arti inferiori e due leoni. Lateralmente si sviluppa un ampio morivi a girali fioriti.
- Il secondo ordine vede due angioletti scherzare con due figure femminili alate, fitomorfe, nella parte inferiore del corpo che possono essere identificate come due angiolesse.
- Al terzo ordine due angeli sostengono un ostensorio e con le braccia invitano all'adorazione.
- In alto trionfa l'ostensorio incoronato.

Il fine è quello di rappresentare la lotta tra Bene e Male, e la conseguente vittoria su quest'ultimo, cioè la lotta dell'uomo e il peccato, che viene sconfitto solo mediante l'adorazione del Sacramento. L'ostensorio è la Divinità, il bene sommo, che riesce ad affermarsi sulle forze del male con la contesa simbolica del Bambino, dei putti, degli angeli. Il materiale duro come il ferro non permetteva la realizzazione di linee morbide o curve presenti nell'ideazione del progettista Santo di Rocco, così la realizzazione si presenta scarna e vuota rispetto al progetto, anche se efficace. Ciò ha comportato la diffusione di leggende, come quella che i fabbri pescolani si avvalsero di un'erba particolare della Maiella per rendere il ferro morbido, mentre Ilario si sarebbe fatto aiutare nell'opera dalla moglie cieca.

### Il battistero e il pulpito
A sinistra della gradinata interna si apre il vano rettangolare coperto da una cupola ovale, e chiuso da una cancellata in ferro battuto, realizzata da Ilario di Rocco nel 1753, si ispira ai caratteri rococò, che conferiscono un tono elegante e raffinato al vano. Al centro si trova il fonte battesimale, un tempietto circolare in marmo, realizzato da Filippo Mannella nel 1753 con marmi napoletani. La base costituita da tripode, regge un fonte circolare, costituito da intarsi marmorei colorati, e arricchito da putti alati; sulla sommità è posto un gruppo scultoreo in legno policromo, raffigurante il Battesimo di Cristo. Ai lati della gradinata interna sono due acquasantiere realizzate nel 1622. Due sono gli elementi componenti: la vasca in marmo e l'aquila in bronzo. Da notare l'accostamento di due materiali diversi, un essere animato e naturale e un elemento inanimato; si pensa che il progettista fosse Cosimo Fanzago, per il naturalismo espressivo, l'originalità dell'idea e un'analogia col pulpito degli Evangelisti nel duomo di Milano.
Dall'ingresso si nota anche il pulpito ligneo, addossato a uno dei pilastri della navata centrale; realizzato da Bartolomeo Balcone, romano vissuto a Sulmona, dove realizzò il coro della basilica dell'Annunziata. Il pulpito è in legno di noce, composto da pannelli intagliati e decorati da motivi vegetali e antropomorfi, delimitati da lesene a carattere ionico. In basso, c'è un putto alato che sostiene delle cornici lavorate. A copertura del pulpito c'è un baldacchino che ne ricalca la forma, presenta in linea con tutte le coperture, un motivo a lacunari. Sulla sommità è dominante la figura di una Madonna. Affini al pulpito sono altre due opere barocche.

### Il badalone e la cantoria
Il badalone è posto al centro del coro, è un leggio composto da parallelepipedo di legno liscio e angoli smussati, presenta un fregio decorato e intagliato con figure di telamoni e cariatidi sugli spigoli. Si pensa che anche questo fu realizzato dal Blacone o da un suo allievo. La cantoria occupa tutta la parete della controfacciata della navata centrale. Fu realizzata nel 1612, una struttura lignea intagliata, dorata e colorata contiene un organo costituito da 12 registri articolati in tre torri, di cui quelle laterali più basse, quella centrale più alta si eleva sino al soffitto. I fornici laterali sono delimitati da semicolonne decorate e scanalate e chiusi in alto da trabeazioni riccamente lavorate a girali. Il fornice centrale è sostenuto duna struttura lignea affiancata da volute laterali e culminante in un timpano circolare spezzato.
La balconata dell'organo presenta forti affinità con il pulpito e con il badalone, dunque ipotesi fu realizzato dal balcone. La cantoria risulta divisa in sei pannelli simmetrici, e in una mostra di legno, al centro, che ripropone un organo in miniatura scolpito nel legno. I pannelli sono separati da figure di telamoni e cariatidi, e sostengono un fregio con motivi vegetali; questi sono decorati all'interno da figure antropomorfe, da cui partrono i tralci, I motivi sono gli stessi del pulpito e del badalone; alla rigidità e alla compostezza del pulpito, si contrappone nella cantoria uno stile più libero e una composizione più ricca per via dell'uso delle perline, dentelli, ovuli.

### I soffitti

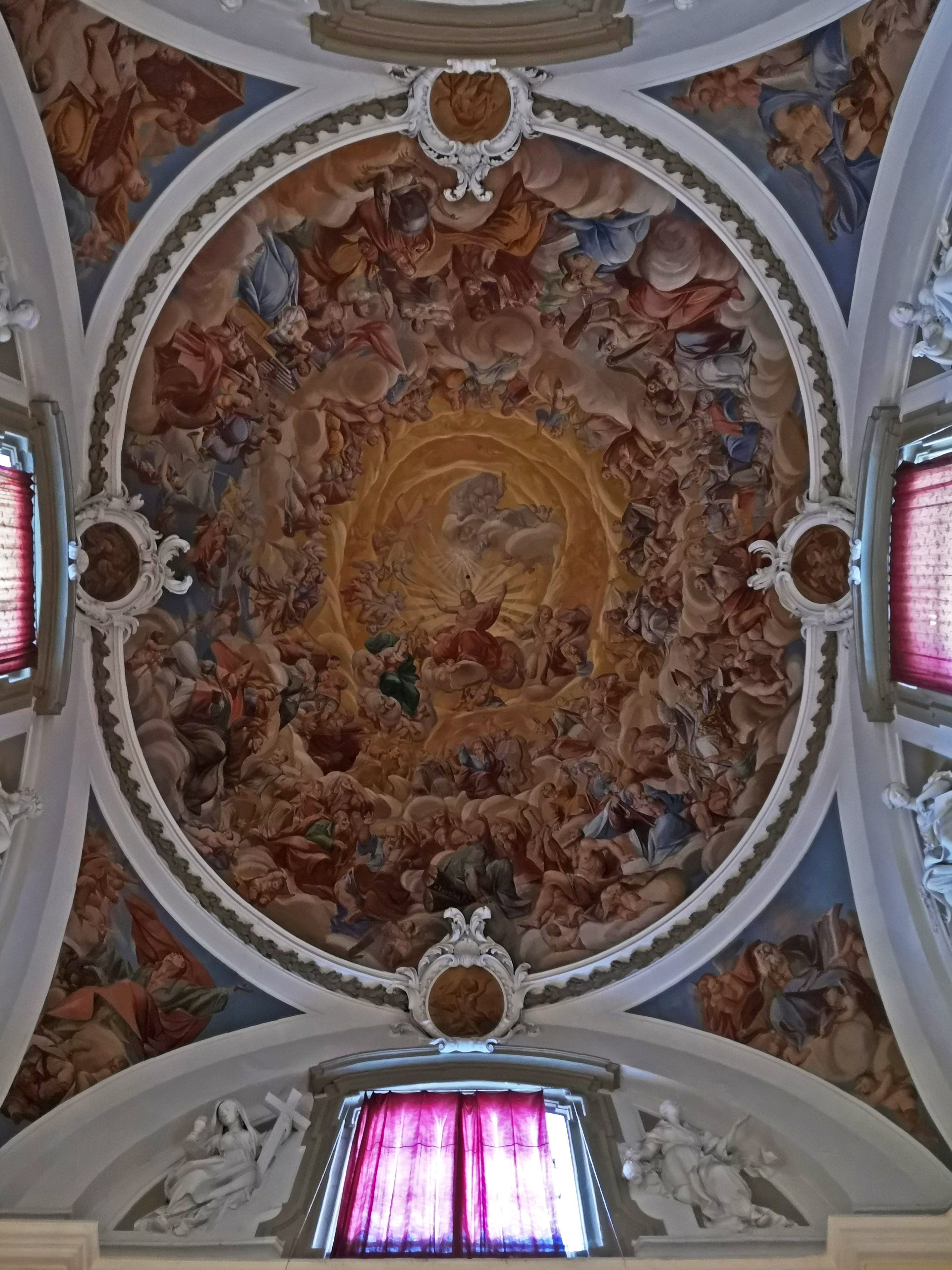
Cappellone del Santissimo Sacramento, affresco dell'Assunzione di Maria Regina dei Cieli, di Giambattista Gamba

Il più ricco è quello della navata centrale, realizzato tra il 1670-82, progettato da Carlo Sabatini. Le dorature sono dei fratelli Gioacchino e Giuseppe Petti di Oratino; gli oli appartengono a Giovannangelo Bucci, l'architetto Sabatini mostra le influenza napoletane: si tratta di una struttura articolata in legno intagliato, laccato e dorato, suddivisa in lacunari. Sono in tutto 85, hanno forme diverse, tonda, rettangolare, mistilinea, e sono stati concepiti per contenere le tele dipinte dal Bucci; ricche sono le cornici che richiudono questi spazi, lavorate a ovuli e foglie. Emergono dall'insieme otto grandi cassettoni mistilinei disposti trasversalmente in quattro coppie, che rompono la successione dei riquadri rettangolari.
I cassettoni sono molto profondi, e questo crea l'impressione che i dipinti sprofondino, non è casuale la scelta del colore di fondo, ossia il celeste, che allude all'apertura del soffitto verso il Cielo. Prevale anche il colore rosso, i dipinti rappresentano angeli gioiosi nell'atto di cantare, suonare, spargere fiori, il soffitto sembra una realizzazione del Paradiso, e somiglia molto al soffitto della cappella del Santissimo Rosario della chiesa di San Domenico a Penne, nonché col soffitto della basilica di San Bernardino a L'Aquila. I soffitti della navate laterali adiacenti furono incominciati nello stesso anno, ma completati nel 1742, su progetto del Sabatini.
Presentano la stessa impostazione del soffitto centrale, una successione di lacunari delimitati da cornici che racchiudono dipinti su tavola con morivi vegetali e zoomorfi. A spezzare l'organicità ci sono quattro grandi pannelli rettangolari disposti nel senso della lunghezza, che ospitano oli su tela con scene bibliche. I soffitti delle altre due navate esterne presentano differenze evidenti, pare che furono realizzati più tardi, anche se da documenti si sa che esistevano già dal 1697; quello di sinistra si avvicina ai caratteri del soffitto centrale, e dunque fu della scuola del Sabatini, l'altro è più disorganico, con ampi scomparti lignei privi di decorazione, e con delle tele attribuite a Remigio Sabatini (1718).
Una cupola ottagonale definisce la composizione, che risulta formata da affreschi attribuiti alla mano di Giambattista Gamba, l'autore degli affreschi del cappellone. I dipinti che coprono la volta sono disposti all'interno di spazi di varia forma, tondi, ovali, mistilinei, rappresentano le Scene della vita della Vergine. Al centro nello spazio che ricalca l'ottagono della cupola, c'è l'Assunzione della Vergine in cielo tra schiere di angeli. L'impaginato a stucco di decorazione fu realizzato da Giambattista Gianni e Francesco Ferrandini.

### Gli altari della basilica

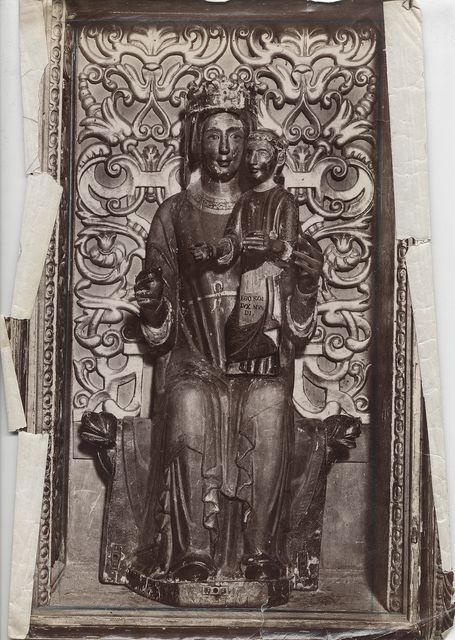
Fotografia storica della statua di Santa Maria del Colle, prima del restauro

Lungo la navata destra ci sono l'altare della Madonna di Loreto, di San Paolo, di Sant'Anna e della Madonna di Pompei (XVIII secolo). L'elemento più caratteristico è il paliotto che racchiude gran parte della loro ricchezza: nell'altare di San Paolo il paliotto è stato sostituito da un'arca marmorea. Particolarmente raffinato è i paliotto di Sant'Anna, su sfondo scuro si delineano motivi vegetali di colore chiaro. Il paliotto dell'altare della Madonna di Pompei fu realizzato dal Ranalli nel 1717, e sembra avere come modello l'opera di Norberto di Cicco; in particolare l'altare di Sant'Antonio nella chiesa di Gesù e Maria, sempre a Pescocostanzo.
Su sfondo scuro dei girali arricchiti da perline si intrecciano tra loro, nelle parti laterali. Al centro una cornice a stucco racchiude un disegno geometrico. Il capo altare della Madonna del Colle si trova nel capo della navata laterale, del XVII secolo; il paliotto è del Ranalli, il dossale è seicentesco, opera di Palmerio Grasso. Importante è la struttura in legno intagliato e dorato, in cui è possibile riconoscere due parti. La zona inferiore, che spicca per la maggior doratura, forma nella parte centrale un'edicola avanzata chiusa da timpano curvo e spezzato. All'interno dell'edicola c'è la nicchia rettangolare destinata a ospitare la Madonna del Colle (XII secolo); la parte superiore presenta un'edicola con timpano triangolare, e viene raccordata all'altra mediante due enormi volute laterali.
L'altare maggiore dedicato a San Felice da Cantalice fu realizzato da Giuseppe Cicco nel 1668. Il paliotto in marmo presenta decorazioni vegetali disposte simmetricamente intorno all'apertura centrale, in cui sono custodite le reliquie, delimitata da una cornice di cherubini. La parte superiore è costituita da un capoaltare basso, definito in alto da una cornice e sui lati da due teste di cherubini, motivi tipico del Fanzago.
A sinistra del capoaltare vi è quello della Santissima Trinità, che ricorda quello dell'altare di Sant'Anna; nella navata destra c'è l'altare del Crocifisso di Ranalli (1738-39). Una struttura composita nella parte inferiore, che ricalca il barocco romano, nella parte superiore ha reminiscenze napoletane. Al centro c'è il Crocifisso all'interno di uno spazio concavo, mentre le parti laterali ospitano le statue di San Biagio e Santa Barbara. Il gioco di vuoti e di pieni delle nicchie concave sembrano rimandare a caratteristiche borrominiane.
Sulla controfacciata della navata destra si trova l'altare di Santa Caterina con il dipinto di Tanzio da Varallo, vi sono altri due altari di Santa Rita e San Pietro, questo risente del linguaggio manierista pescolano del XVII secolo. La parte alta è composta da tre edicole separate, di cui quella centrale più grande, risulta in secondo piano rispetto alle due laterali, esse sono chiuse da timpani curvilinei e contengono dei dipinti: la tela di Tanzio da Varallo della Madonna dell'incendio sedato, in riferimento a un episodio realmente accaduto in paese.
Ricordate l'importanza della statua votiva della Madonna del Colle del XII secolo, una delle statue lignee più antiche d'Abruzzo, ridipinta più volte per migliorarne la conservazione, anche lascia intravedere chiaramente lo stile romanico bizantineggiante: la Vergine è assisa su un trono, rivestita di drappi orientaleggianti, ha la corona di Regina dei Cieli, ha uno sguardo fisso, con accenno di sorriso, gli occhi sbarrati, regge con una mano il Bambino, come fosse una figura statica, anch'egli con un sorriso stilizzato e sguardo fisso e inespressivo, con delle braccia esageratamente allungate, nell'atto di benedire.

## Chiesetta del Suffragio dei Morti

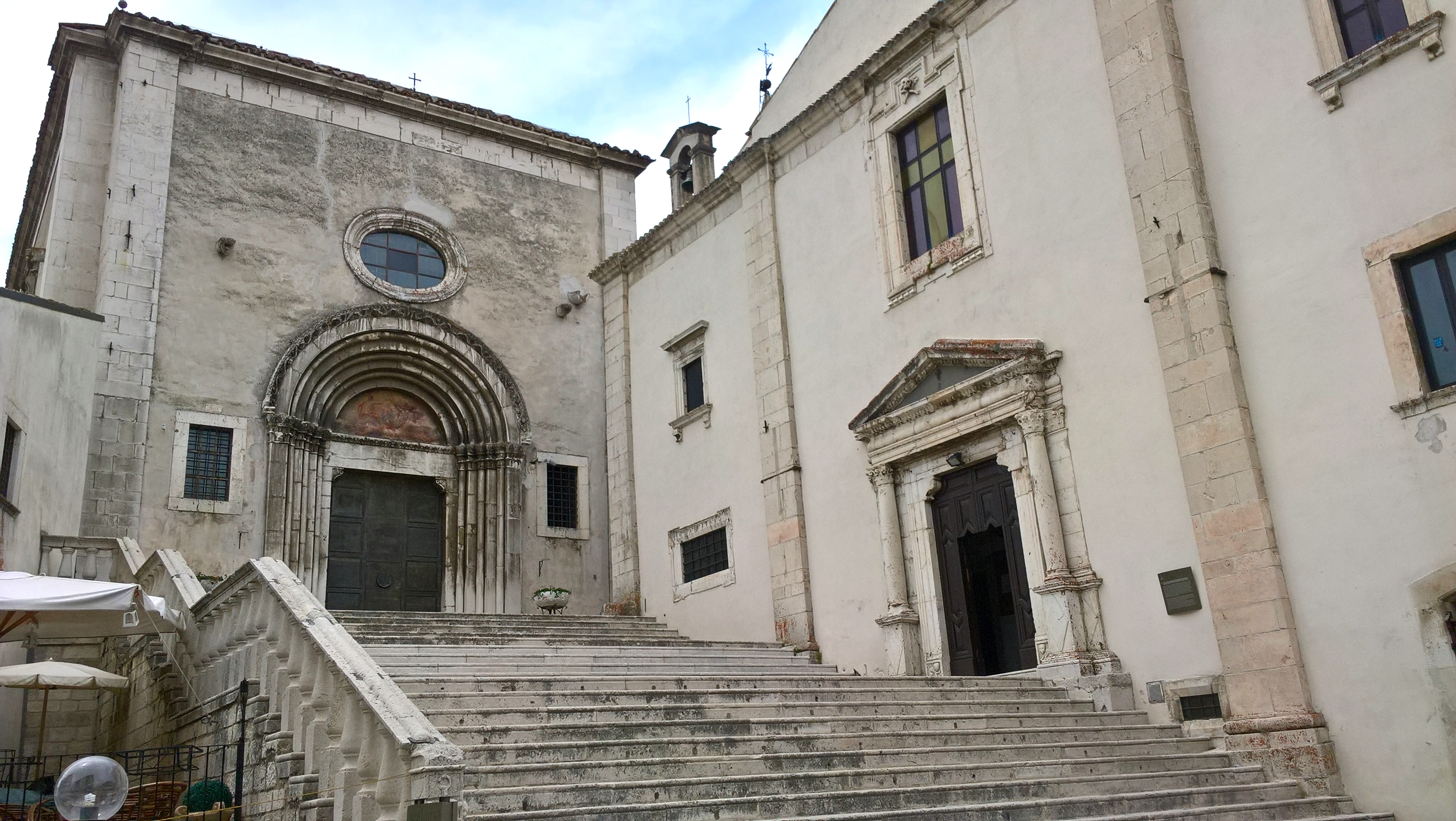
Veduta a sinistra dell'ingresso alla basilica, e a destra la chiesetta del Suffragio dei Morti

Affianca la Collegiata. Risale al XVI secolo, presentando una facciata a terminazione orizzontale, riproducendo una tipologia molto diffusa in Abruzzo. Il prospetto è tripartito da lesene piatte in pietra, proporzionando il rapporto tra l'esigua altezza e la larghezza; al centro si apre un'ampia finestra rettangolare sopra il portale, e le altre finestre rettangolari, disposte su due ordini. Spicca il portale seicentesco con timpano triangolare sorretto da colonne poste su alte basi, con la decorazione barocca di due teschi affiancati dal retro. All'interno si ammirano un pregevole e fastoso altare in noce scolpito, realizzato da Palmerio Grasso tra il 1647 e il 1649, e completato da Ferdinando Mosca nel 1716; il soffitto a cassettoni lignei del 1637-39 per la parte lignea dai pescolani Bernardino D'Alessandro e Falconio Falconi, tra il 1640 e il 1657 per la pittura su tela. Di grande interesse sono pure i due torcieri ai lati dell'altare, in legno scolpito e dorato di Rocco Falconio (1693).

## Curiosità
- Le cerimonie di battesimo sono celebrate secondo il rito ambrosiano, importato dagli artigiani lombardi immigrati a Pescocostanzo nel XV e nel XVII secolo.
- Sulla scalinata all'esterno della basilica è stata girata una scena con Nino Manfredi del film Straziami ma di baci saziami (1968).